# Ramón González Arrieta
Ramón González Arrieta (Bilbao, 12 de mayo de 1967) es un exciclista español, profesional entre los años 1990 y 2001, durante los que consiguió una única victoria. Está casado con la exciclista profesional Joane Somarriba.

## Biografía
Sus inicios en el ciclismo fueron en el equipo ciclista Lotus Festina, logrando en sus filas su mejor actuación en una gran vuelta el Giro de Italia de 1992, en el que finalizó en el 16.º puesto y rozando la victoria de etapa en la 18.ª, la más larga de esa edición, donde quedó en segunda posición siendo superando en los dos últimos kilómetros por Udo Bölts, tras haber estado escapado toda la jornada.
Posteriormente fue compañero de equipo y gregario de Miguel Induráin en el equipo Banesto, siendo uno de sus puntos de apoyo en las etapas de alta montaña del Tour de Francia desde 1992 a 1995. Finalizó su carrera en el equipo Euskaltel Euskadi.
Protagonizó junto a Leonardo Sierra, uno de los más lamentables episodios de la historia de la Vuelta Ciclista a España, cuando, en la edición de 1995, ambos ciclistas se enzarzaron una lamentable disputa que terminó a puñetazo limpio.
Actualmente es el seleccionador de la selección española de ciclismo femenino.

## Palmarés
1995
- Clásica de los Alpes

## Resultados en Grandes Vueltas y Campeonato del Mundo
Durante su carrera deportiva ha conseguido los siguientes puestos en las Grandes Vueltas y en los Campeonatos del Mundo en carretera:
| Carrera         | 1990 | 1991 | 1992 | 1993 | 1994 | 1995 | 1996 | 1997 | 1998 | 1999 | 2000 | 2001 |
| --------------- | ---- | ---- | ---- | ---- | ---- | ---- | ---- | ---- | ---- | ---- | ---- | ---- |
| Giro de Italia  | -    | 61.º | 16.º | -    | -    | -    | -    | -    | -    | -    | -    | -    |
| Tour de Francia | -    | -    | 82.º | 32.º | 32.º | 40.º | -    | -    | -    | -    | -    | -    |
| Vuelta a España | -    | -    | -    | 60.º | -    | Ab.  | 26.º | -    | Ab.  | 52.º | Ab.  | -    |
| Mundial en Ruta | -    | -    | -    | -    | -    | -    | 25º  | -    | -    | -    | -    | -    |

-: No participa

Ab.: Abandono

## Equipos
- Lotus Festina (1990-1993)
- Banesto (1994-1997)
- Euskaltel Euskadi (1998-2001)